# Briefe mit Bareinzahlung
Briefe mit Bareinzahlung beziehungsweise Briefe mit baren Einzahlungen (so die Bezeichnung im Handwörterbuch des Postwesens) gelten als die Vorläufer der Postanweisungen.

## Geschichte
Die Anfänge des Postanweisungsdienstes finden sich in Frankreich (1627) und England (1792). In Deutschland war es gestattet, mit der Fahrpost, Geld in Briefen und Paketen unter Gewährleistung der Post zu verschicken. Die bankmäßige Übermittlung der Gelder hätte sich auch, durch die sehr unterschiedlichen Währungsverhältnisse bedingt, sehr schwierig gestaltet.
In Preußen gab es seit dem 1. Dezember 1848 mit der Verordnung Nr. 265 aus dem Amtsblatt des königlichen Postdepartements einen besonderen Tarif für Sendungen mit Barauszahlung, von Beträgen bis zu 25 Talern. Um sie ohne Geldversand andernorts wieder auszuzahlen. Auf der Aufschriftseite des Briefes oder des leeren Umschlags war die zugehörige Einzahlung vermerkt:
„Hierauf eingezahlt .... Taler .... Silbergroschen ... Pfg.“
Der Annahmebeamte stellte dazu eine „Auszahlungs-Assignation“ aus, die haltbar an dem Brief befestigt wurde und auf der der Empfänger den Empfang des Geldes bescheinigte. Die Briefe mit Bareinzahlung wurden einzeln in Karten eingetragen und wie Geldbriefe von Stelle zu Stelle nachgewiesen. Der Vorteil zu Wertbriefen war jedoch, dass nicht mehr eine Versiegelung mit 5 Siegeln erforderlich war. Die Anweisungsbriefe kosteten anfangs neben der Briefgebühr (kein Freimachungszwang) für jeden eingezahlten Taler ½ Sgr. Das Bestellgeld betrug einschließlich Empfangsschein ebenfalls ½ Sgr, im Landbezirk 1 Sgr und ggf. mit Geldzustellung 2 Sgr.
Bayern folgte 1851 (bis 10 Gulden im ganzen Königreich, bis 50 Gulden nach Orten mit Hauptpostexpeditionen, Postämter oder Postverwaltungen).
Im Herzogtum Kärnten tauchen Briefe mit Barzahlungen als ein Unterfall der Postsendungen in § 39 der Bestimmungen über die äußere Beschaffenheit und die Behandlung der Postsendungen auf.
Die Versendung von Geldbeträgen wurde in Württemberg am 1. Mai 1852 durch die Einführung der „baren Einzahlungen“ erleichtert. Der Höchstbetrag war zuerst 17½ Gulden und wurde am 1. Juli 1858 auf 70 Gulden sowie drei Jahre später am 1. Juli 1861 auf 87½ Gulden erhöht. Dabei musste der Einzahlung ein Brief oder eine Briefaufschrift beigegeben sein. Am 1. Februar 1867 wurde nach dem preußischen Vorbild die Einrichtung der baren Einzahlungen durch die der Postanweisung ersetzt, hierzu wurden aber im inneren württembergischen Verkehr ursprünglich nur Umschläge ausgegeben, die zur gleichzeitigen Versendung eines Briefes verwandt werden konnten. Diese württembergische Sondereinrichtung der Postanweisungsumschläge fiel erst am 1. Juli 1919 weg.
Auf Grund des revidierten Deutsch-Österreichischen-Postvereinsvertrages von 1851 wurde das Verfahren am 1. Juli 1852 auch im Vereinsverkehr eingeführt. Nur Österreich und Luxemburg schlossen sich aus.
Da die Kosten für diese Art der Geldversendung nur unwesentlich höher lagen als für Geldbriefe, waren Briefe mit Bareinzahlung nicht sehr häufig.
Am 1. Januar 1865 führte Preußen statt der Briefe mit Bareinzahlungen die Postanweisungen ein.